# Vachonium cryptum
Vachonium cryptum är en spindeldjursart som beskrevs av William B. Muchmore 1977. Vachonium cryptum ingår i släktet Vachonium och familjen Bochicidae. Inga underarter finns listade i Catalogue of Life.